# Caseya similis
Caseya similis är en mångfotingart som beskrevs av Ottis Robert Causey 1952. Caseya similis ingår i släktet Caseya och familjen Caseyidae. Inga underarter finns listade i Catalogue of Life.